# Попович Тиберій Ладиславович
Тиберій Ладиславович Попович (уроджений Тібор Попович (угор. Popovics Tibor; 20 вересня 1930, Мукачеве, Чехословацька республіка — 10 лютого 2008, Закарпатська область, Україна) — український радянський футболіст, тренер угорського походження, який грав на позиції захисника. Майстер спорту. Заслужений тренер України.

## Кар'єра

### Клубна
У дитинстві займався у футбольній школі міста Мукачево. Першим тренером був Карл Сабо. Почав грати в команді «Більшовик», у складі команди прикордонників взяв участь в любительському турнірі в Москві. гра Поповича змусила «біло-блакитних» придбати цього футболіста через рік. Зігравши кілька неофіційних матчів у московській команді, через рік Попович пішов грати в київське «Динамо», з яким він виграв Кубок СРСР 1954 року. У 1959 році покинув стан київської команди та відправився догравати в клубі «Колгоспник» із Рівне, а заодно став граючим тренером.

### У збірної
У 1954—1957 роках зіграв декілька ігор у другій збірній СРСР, а в 1956—1959 роках виступав у збірній Української РСР.

### Тренерська
Завершивши кар'єру гравця, увійшов до штабу рівненського «Колгоспника». Тренував команди з Тернополя (1962), Ізмаїла, Торецька, Жданова, Єйська та Черкас. 1994 року повернувся в Мукачево, де і провів останні роки життя.

## Досягнення
- Віце-чемпіон СРСР: 1952
- Бронза Спартакіади народів СРСР:1956
- Володар Кубка СРСР: 1954

## Особисте життя
Мав польські та русинські корені.